# Tjarentsavan
Tjarentsavan (armeniska Չարենցավան) är en stad i Kotajkprovinsen i Armenien.

## Sport
- FC Van, fotbollsklubb.
- Stadion i staden Tjarentsavan (kapacitet: 5 000).[2]